# 다크 소울 (비디오 게임)
《다크 소울》(Dark Souls)은 액션 롤플레잉 비디오 게임의 하나로, 플레이스테이션 3, 엑스박스 360, 마이크로소프트 윈도우용으로 프롬 소프트웨어가 개발하고 반다이 남코 엔터테인먼트가 배급하였다. 프롬소프트웨어의 《데몬즈 소울》에 대한 정신적 후속작으로서, 소울 시리즈 가운데 두 번째 게임이다. 다크 소울은 프로젝트 다크(Project Dark)라는 가제목을 붙여서 개발을 시작하였다. 이 게임은 2011년 9월 22일 일본에서 자체 배급, 출시되었으며, 북미에는 2011년 10월 4일, 유럽에는 2011년 10월 7일에 출시되었다. 2018년 5월에 리마스터 버전이 출시되었다. 메타크리틱에서 2010년대에 발매된 최고의 게임중 하나로 선정되고 2021년에는 골든조이스틱어워드에서 역대 최고의 게임으로 선정되었다.

## 평가
| 통합 점수         | 통합 점수                           |
| 통합사            | 점수                                |
| ----------------- | ----------------------------------- |
| 메타크리틱        | PC: 85/100 PS3: 89/100 X360: 89/100 |
| 평론 점수         |                                     |
| 평론사            | 점수                                |
| 에지              | 9/10 then 10/10                     |
| 유로게이머        | 9/10                                |
| 패미츠            | 37/40                               |
| PALGN             | 10/10                               |
| 데일리 텔레그래프 | [ 12 ]                              |

| 수상                                                             | 수상                                                        |
| 평론사                                                           | 수상                                                        |
| ---------------------------------------------------------------- | ----------------------------------------------------------- |
| 일렉트로닉 게이밍 먼슬리, Game Revolution, IncGamers, en:Q-Games | 게임 오브 더 이어                                           |
| 게임트레일러스, Games.cz                                         | Best Role-Playing Game                                      |
| GameZone, en:TeamXbox                                            | Best RPG (Runner-Up)                                        |
| GameZone                                                         | Best Action/Adventure                                       |
| 패미통                                                           | Award of Excellence                                         |
| 게임 인포머, 게임스팟                                            | Best Boss Fights                                            |
| Edge                                                             | Best Game of the Generation, Greatest videogame of all time |
| USgamer                                                          | Best Game Since 2000                                        |

| 위키데이터에서 편집하기 |
| ----------------------- |

## 줄거리
태초에 고룡과 거목들만이 세상에 있었다. 그런데 불이 생기면서 모든 것들이 구분되기 시작했고, 어둠에서 태어난 존재들이 불꽃에 이끌려 왕의 소울을 찾게 됐다. 왕의 힘을 얻게 된 그들은 고룡에 대항해 전쟁을 일으켰다. 백룡 시스가 고룡들을 배신하면서 인간들이 승리했다. 이렇게 '불꽃의 시대'가 시작된다.
그러나 시간이 지나면서 불꽃은 꺼져가기 시작했고, 인간 세상에는 밤이 시작되게 된다. 몇몇 인간들에게는 저주받은 다크링(Dark sign)이 생긴다. 다크링이 생긴 자들은 불사자들로, 죽지 않는다. 이들은 붙잡혀 '북방의 수용소'로 보내져 세상이 멸망할 때까지 갇혀있게 된다.
플레이어는 불사자 중 한 명으로 게임을 진행한다. 플레이어가 수용소에 갇혀있을 때, 한 기사가 나타나 플레이어가 수용소를 탈출할 수 있게 도와준다. 이 기사는 자신의 사명을 대신 맡아달라며 왕들의 땅으로 떠나 자각의 종을 울리면 사명을 알 수 있을 거라고 한다. 전설에 의하면 극히 드물게 선택받은 불사자만이 수용소를 떠나 왕들의 땅으로 순례를 떠날 수 있다. 그렇게 플레이어는 수용소를 지키고 있던 괴물 '수용소의 데몬'을 물리치고 거대한 까마귀에 의해 '로드란'으로 가게 된다.
자각의 종은 두개가 있는데 하나는 로드란 교회 종루에, 다른 하나는 머나먼 병자의 마을 지하 고대 유적에 있다. 자각의 종 두개를 울리고 왕의 소울들을 모아 불사자의 사명을 이루는 것이 주인공 "선택받은 불사자"의 목표다.

## 다크 소울
태초에 태양빛의 왕 그윈, 묘왕 니토, 이자리스의 마녀가 왕의 소울을 찾아 고룡과 전쟁을 일으켰을 때 이름없는 난쟁이 하나가 찾아낸 또다른 소울이 있었는데 이것이 어둠의 소울(Dark Soul)이다. 이 난쟁이는 인간의 선조가 되었고 불꽃의 시대가 끝나기를 바랬다. 그러나 그윈은 어둠을 두려워하여 인간들을 자신의 통제에 두어 속박하고자 했다. 인간들 사이에서 어둠의 왕이 태어날 수 있었기 때문이다. 플레이어는 게임 진행 도중 '카아스'라는 뱀을 만나 다크 소울에 대한 이야기를 들을 수 있다.

## 같이 보기
- 다크 소울 3